# Чукэ, Михай
Михай Чукэ (рум. Mihai Ciucă, 18 августа 1883—1969) — румынский бактериолог и паразитолог, член Румынской АН, ученик Иона Кантакузино.

## Биография
Родился 18 августа 1883 года. Работал в области бактериологии и паразитологии. Участвовал в научных экспедициях по борьбе с малярией в Азии и Африке.
Скончался в 1969 году. Более подробная биография неизвестна.

## Научные работы
Основные научные работы посвящены разработке мер борьбы с малярией.
- 1904 — Изучал флору и фауну болотных зарослей дельты Дуная.
- 1921 — Совместно с Ж.Борде открыл явление лизогении у бактерий.
- Впервые применил реакцию связывания комплемента для диагностики ящура.
- Занимался вопросами практической ветеринарной иммунологии
- Изучал возбудителей инфекционных болезней.
- Организатор борьбы с малярией в Румынии.

## Членство в обществах
- Генеральный секретарь Лиги Наций по малярии.

## Награды и премии
- 1966 — Международная премия имени Дарлинга.